# Расчётное время прибытия
Расчётное время прибытия — оценка времени предполагаемого достижения конечного пункта назначения определённым объектом, таким, как поезд, судно, воздушное судно, автомобиль. Также термин очень часто используется в других случаях, когда нужно дать оценку времени до завершения выполнения определённой работы, например, ETA также означает ожидаемое время завершения загрузки файла, и в этом случае может интерпретироваться как «estimated time of accomplishment».
Расчёт времени прибытия может осуществляться разными способами. Например, расчёт момента прибытия самолёта обычно основывается на фактическом моменте взлёта и известной средней продолжительности полёта, но для расчёта момента прибытия судна уже учитывают его текущее местоположение и скорость движения, поскольку в этом случае длительность рейса может сильно варьироваться. В случае же оценки времени для дорожных ТС всей этой информации уже может быть недостаточно, поскольку скорость его движения может сильно снизиться при наличии дорожных заторов или иных непредвиденных обстоятельств.
Также такая оценка может использоваться в компьютерных системах для прогнозирования времени выполнения определённой задачи, например, оценки оставшегося времени расчёта. Расчёт времени загрузки файла осуществляется автоматически на основе средней скорости передачи данных и размера файла. Соответствие этой оценке зависит от стабильности канала передачи данных.